# 동림당점장록
『동림당점장록(東林黨點將錄)』 혹은 『동림점장록(東林點將錄)』은 천계(天啓) 4년(1624) 장원(狀元) 한경(韓敬)이 『수호전(水滸傳)』 108명의 장수들을 모방하여 작성한 것으로, 왕소휘(王紹徽)는 이를 편집하여 위충현(魏忠賢)에게 주었다. 명대(明代) 엄당(閹黨)이 동림당(東林黨)을 핍박하는데 근거가 되는 중요한 서적이다.

## 명단
- "108성(천살성 36명, 지살성 72명) + 별명 + (별명 원래 주인인 수호전 인물) + 직책명 + 이름"
- 이삼재에게 붙은 별명인 '탁탑천왕(托塔天王)'은 수호전 내 조개(晁盖)의 별명이다. 그러나 조개는 108명에 끼지 못하여 천살성 혹은 지살성의 별명 자체가 없다. 이유는 양산박 입성 직후 암살되기 때문이다. 그러나 108명의 영웅들이 양산박을 장악하기 직전까지 지도자는 조개였다. 조개 암살 후에는 급시우(及時雨) 송강(宋江)이 지도자가 된다.

개산원수(開山元帥)
- 탁탑천왕(托塔天王) (조개晁盖) 남경호부상서(南京戶部尙書) 이삼재(李三才)

총병도두령 2원(總兵都頭領二員)
- 천괴성(天魁星) 급시우(及時雨) (송강宋江) 대학사(大學士) 섭향고(葉向高)
- 천강성(天罡星) 옥기린(玉麒麟) (노준의盧俊義) 이부상서(吏部尙書) 조남성(趙南星)

장관기밀군사 2원(掌管機密軍師二員)
- 천기성(天機星) 지다성(智多星) (오용吳用) 좌유덕(左諭德) 무창기(繆昌期)
- 천한성(天閒星) 입운룡(入雲龍) (공손승公孫勝) 좌도어사(左都御史) 고반룡(高攀龍)

협동참찬군무두령 1원(協同參贊軍務頭領一員)
- 지괴성(地魁星) 신기군사(神機軍師) (주무朱武) 예부원외랑(禮部員外郞) 고대장(顧大章)

정선봉 1원(正先鋒一員)
- 천살성(天殺星) 흑선풍(黑旋風) (이규李逵) 이과도급사중(吏科都給事中) 위대중(魏大中)

좌우선봉 2원(左右先鋒二員)
- 천암성(天暗星) 청면수(靑面獸) (양지楊志) 절강도어사(浙江道御史) 방가장(房可壯)
- 지주성(地周星) 도간호(跳澗虎) (진달陳達) 복건도어사(福建道御史) 주종건(周宗建)

마군오호장 5원(馬軍五虎將五員)
- 천용성(天勇星) 대도수(大刀手) (관승關勝) 좌부도어사(左副都御史) 양련(楊漣)
- 천웅성(天雄星) 표자두(豹子頭) (임충林冲) 좌첨도어사(左僉都御史) 좌광두(左光斗)
- 천맹성(天猛星) 벽력화(霹靂火) (진명秦明) 대리시소경(大理寺少卿) 혜세양(惠世揚)
- 천위성(天威星) 쌍편장(雙鞭將) (호연작呼延灼) 태복시소경(太僕寺少卿) 주조서(周朝瑞)
- 천립성(天立星) 쌍창장(雙槍將) (동평董平) 하남도어사(河南道御史) 원화중(袁化中)

마군팔표기 8원(馬軍八驃騎八員)
- 천영성(天英星) 소이광(小李廣) (화영花榮) 복건도어사(福建道御史) 이응승(李應升)
- 천첩성(天捷星) 몰우전(沒羽箭) (장청張淸) 섬서도어사(陝西道御史) 장윤의(蔣允儀)
- 천공성(天空星) 급선봉(急先鋒) (색초索超) 산동도어사(山東道御史) 황존소(黃尊素)
- 천퇴성(天退星) 삽시호(插翅虎) (뇌횡雷橫) 절강도어사(浙江道御史) 하지령(夏之令)
- 천구성(天究星) 몰차란(沒遮攔) (목홍穆弘) 이과급사중(吏科給事中) 유굉화(劉宏化)
- 천만성(天滿星) 미염공(美髯公) (주동朱仝) 형과급사중(刑科給事中) 해학룡(解學龍)
- 지창성(地猖星) 모두성(毛頭星) (공명孔明) 형과급사중(刑科給事中) 모사룡(毛士龍)
- 지진성(地鎭星) 소차란(小遮攔) (목춘穆春) 공과급사중(工科給事中) 유무(劉懋)

총탐성식주보기밀두령 2원(總探聲息走報機密頭領二員)
- 천속성(天速星) 신행태보(神行太保) (대종戴宗) 상보사승(尙寶司丞) 오이성(吳爾成)
- 지속성(地速星) 중전호(中箭虎) (정득손丁得孫) 광록시소경(光祿寺少卿) 정원천(丁元薦)

행문주격조병견장두령 1원(行文走檄調兵遣將頭領一員)
- 지수성(地囚星) 한지홀률(旱地忽律) (주귀朱貴) 광서도어사(廣西道御史) 유사임(遊士任)

장관전량두령 2원掌管錢糧頭領二員)
- 천부성(天富星) 박천조(撲天雕) (이응李應) 예부주사(禮部主事) 하랑(賀烺)
- 지구성(地狗星) 금모견(金毛犬) (단경주段景住) 상보사소경(尙寶司少卿) 황정빈(黃正賓)

정공상벌군정사두령 2원(定功賞罰軍政司頭領二員)
- 지정성(地正星) 철면공목(鐵面孔目) (배선裵宣) 좌첨도어사(左僉都御史) 정정기(程正己)
- 지노성(地奴星) 최명판관(催命判官) (이립李立) 좌통정(左通政) 도일진(涂一榛)

장관행형회자수두령 2원(掌管行刑劊子手頭領二員)
- 지손성(地損星) 일지화(一枝花) (채경蔡慶) 예부상서(禮部尙書) 손신행(孫愼行)
- 지평성(地平星) 철비박(鐵臂膊) (채복蔡福) 형부상서(刑部尙書) 왕지채(王之寀)

봉파수자기장교 1원(捧把帥字旗將校一員)
- 지적성(地賊星) 고상조(鼓上蚤) (시천時遷) 내각중서(內閣中書) 왕문언(汪文言)

수호중군대장 12원(守護中軍大將十二員)
- 천수성(天壽星) 혼강룡(混江龍) (이준李俊) 대학사(大學士) 유일경(劉一燝)
- 천미성(天微星) 구문룡(九紋龍) (사진史進) 대학사(大學士) 한광(韓爌)
- 지단성(地短星) 출림룡(出林龍) (추연鄒淵) 대학사(大學士) 손승종(孫承宗)
- 천검성(天劍星) 입지태세(立地太歲) (완소이阮小二) 이부상서(吏部尙書) 주가모(周嘉謨)
- 지각성(地角星) 독각룡(獨角龍) (추윤鄒潤) 이부상서(吏部尙書) 장문달(張問達)
- 천상성(天傷星) 무행자(武行者) (무송武松) 좌도어사(左都御史) 추원표(鄒元標)
- 천귀성(天貴星) 소선풍(小旋風) (시진柴進) 우도어사(右都御史) 조우변(曹于汴)
- 지축성(地軸星) 굉천뢰(轟天雷) (능진凌振) 예부상서(禮部尙書) 왕도(王圖)
- 천뢰성(天牢星) 병관색(病關索) (양웅楊雄) 형부상서(刑部尙書) 교윤승(喬允升)
- 지강성(地强星) 금모호(錦毛虎) (연순燕順) 공부상서(工部尙書) 풍종오(馮從吾)
- 지장성(地藏星) 소면호(笑面虎) (주부朱富) 이부좌시랑(吏部左侍郞) 진우정(陳于庭)
- 천교성(天巧星) 낭자(浪子) (연청燕靑) 좌춘방좌유덕(左春坊左諭德) 전겸익(錢謙益)

사방타청요접래빈두령 12원(四方打聽邀接來賓頭領十二員)
- 지명성(地明星) 철적선(鐵笛仙) (마린馬麟) 호부좌시랑(戶部左侍郞) 정삼준(鄭三俊)
- 지장성(地壯星) 모야차(母夜叉) (손이랑孫二娘) 예부우시랑(禮部右侍郞) 공내(公鼐)
- 지요성(地妖星) 모착천(摸着天) (두천杜遷) 광록시소경(光祿寺少卿) 사기사(史記事)
- 지전성(地全星) 귀검아(鬼臉兒) (두흥杜興) 광록시시승(光祿寺寺丞) 이병공(李炳恭)
- 지문성(地文星) 성수서생(聖手書生) (소양蕭樣) 한림원수찬(翰林院修撰) 문진맹(文震孟)
- 지활성(地闊星) 마운금시(摩雲金翅) (구붕歐鵬) 한림원간토(翰林院簡討) 요희맹(姚希孟)
- 지음성(地陰星) 모대충(母大蟲) (고대수顧大嫂) 한림원간토(翰林院簡討) 고석주(顧錫疇)
- 지이성(地異星) 백면낭군(白面郞君) (정천수鄭天壽) 한림원서길사(翰林院庶吉士) 정만(鄭鄤)
- 지만성(地滿星) 옥번간(玉幡竿) (맹강孟康) 이부원외랑(吏部員外郞) 주순창(周順昌)
- 지수성(地獸星) 자염백(紫髯伯) (황보단皇甫端) 이부원외랑(吏部員外郞) 장광전(張光前)
- 지혜성(地慧星) 일장청(一丈靑) (호삼랑扈三娘) 이부원외랑(吏部員外郞) 손필현(孫必顯)
- 지암성(地暗星) 금표자(錦豹子) (양림楊林) 예부주사(禮部主事) 형양교(荊養喬)

마보삼군두령 46원(馬步三軍頭領四十六員)
- 천혜성(天慧星) 반명삼랑(拚命三郞) (석수石秀) 형부상서(刑部尙書) 왕기(王紀)
- 천고성(天孤星) 화화상(花和尙) (노지심魯智深) 병부좌시랑(兵部左侍郞) 이근(李瑾)
- 천폭성(天暴星) 양두사(兩頭蛇) (해진解珍) 병부우시랑(兵部右侍郞) 손거상(孫居相)
- 지용성(地勇星) 병울지(病尉遲) (손립孫立) 병부우시랑(兵部右侍郞) 이방화(李邦華)
- 지악성(地惡星) 몰면목(沒面目) (초정焦挺) 병부우시랑(兵部右侍郞) 유책(劉策)
- 지좌성(地佐星) 소온후(小溫侯) (여방呂方) 병부우시랑(兵部右侍郞) 하사진(何士晉)
- 지기성(地奇星) 성수장(聖水將) (선정규單廷珪) 호부우시랑(戶部右侍郞) 진소학(陳所學)
- 천곡성(天哭星) 쌍미갈(雙尾蝎) (해보解寶) 좌부도어사(左副都御史) 손정상(孫鼎相)
- 천우성(天祐星) 금창수(金槍手) (서녕徐寧) 우첨도어사(右僉都御史) 서량언(徐良彥)
- 지형성(地刑星) 채원자(菜園子) (장청張靑) 우첨도어사(右僉都御史) 주기원(周起元)
- 지추성(地醜星) 석장군(石將軍) (석용石勇) 우첨도어사(右僉都御史) 장봉상(張鳳翔)
- 지광성(地狂星) 독화성(獨火星) (공량孔亮) 우첨도어사(右僉都御史) 주세수(朱世守)
- 지교성(地巧星) 옥비장(玉臂匠) (김대견金大堅) 우첨도어사(右僉都御史) 정소(程紹)
- 지폭성(地暴星) 상문신(喪門神) (포욱鮑旭) 우첨도어사(右僉都御史) 왕흡(王洽)
- 지건성(地健星) 험도신(險道神) (욱보사郁保四) 우첨도어사(右僉都御史) 이약성(李若星)
- 천이성(天異星) 적발귀(赤發鬼) (유당劉唐) 좌통정사(左通政使) 유종주(劉宗周)
- 지준성(地俊星) 철선자(鐵扇子) (송청宋淸) 대리시소경(大理寺少卿) 위번(韋藩)
- 지공성(地空星) 소패왕(小霸王) (주통周通) 태상시소경(太常寺少卿) 한계사(韓繼嗣)
- 지회성(地會星) 신산자(神算子) (장경蔣敬) 태상시소경(太常寺少卿) 조시용(趙時用)
- 지우성(地祐星) 새인귀(賽仁貴) (곽성郭盛) 태상시소경(太常寺少卿) 이응괴(李應魁)
- 지합성(地闔星) 화안산예(火眼狻猊) (등비鄧飛) 태상시소경(太常寺少卿) 정주(程註)
- 지계성(地稽星) 조도귀(操刀鬼) (조정曹正) 태상시소경(太常寺少卿) 심응규(沈應奎)
- 지비성(地飛星) 팔비나타(八臂那咤) (항충項充) 이부낭중(吏部郞中) 하가우(夏嘉遇)
- 지주성(地走星) 비천대성(飛天大聖) (이곤李袞) 이부낭중(吏部郞中) 추유련(鄒維璉)
- 지찰성(地察星) 청안호(靑眼虎) (이운李雲) 이과급사중(吏科給事中) 진량훈(陳良訓)
- 지살성(地煞星) 진삼산(鎭三山) (황신黃信) 병과급사중(兵科給事中) 진숙(甄淑)
- 지웅성(地雄星) 정목안(井木犴) (학사문郝思文) 호과급사중(戶科給事中) 학토고(郝土膏)
- 지걸성(地傑星) 추군마(醜郡馬) (선찬宣贊) 병과급사중(兵科給事中) 심유병(沈惟炳)
- 지유성(地幽星) 병대충(病大蟲) (설영薛永) 호과급사중(戶科給事中) 설문주(薛文周)
- 지고성(地孤星) 금전표자(金錢豹子) (탕륭湯隆) 병과급사중(兵科給事中) 소기(蕭基)
- 천죄성(天罪星) 단명이랑(短命二郞) (완소오阮小五) 호광도어사(湖廣道御史) 유방(劉芳)
- 천패성(天敗星) 활염라(活閻羅) (완소칠阮小七) 강서도어사(江西道御史) 방진유(方震孺)
- 지벽성(地僻星) 타호장(打虎將) (이충李忠) 산동도어사(山東道御史) 이원(李元)
- 지미성(地微星) 왜각호(矮脚虎) (왕영王英) 복건도어사(福建道御史) 위광서(魏光緒)
- 지첩성(地捷星) 화항호(花項虎) (공왕龔旺) 사천도어사(四川道御史) 연국사(練國事)
- 지위성(地威星) 백승장(百勝將) (한도韓滔) 하남도어사(河南道御史) 사문금(謝文錦)
- 지수성(地數星) 소울지(小尉遲) (손신孫新) 운남도어사(雲南道御史) 이일선(李日宣)
- 지맹성(地猛星) 신화장(神火將) (위정국魏定國) 귀주도어사(貴州道御史) 장신언(張愼言)
- 지락성(地樂星) 철규자(鐵叫子) (악화樂和) 산동도어사(山東道御史) 유사회(劉思誨)
- 지복성(地伏星) 금안표(金眼彪) (시은施恩) 호남도어사(湖南道御史) 유기충(劉其忠)
- 지은성(地隱星) 백화사(白花蛇) (양춘楊春) 하남도어사(河南道御史) 양신기(楊新期)
- 지모성(地耗星) 백일서(白日鼠) (백승白勝) 호광도어사(湖廣道御史) 유대수(劉大受)
- 지수성(地遂星) 통비원(通臂猿) (후건侯健) 산서도어사(山西道御史) 후순(侯恂)
- 지령성(地靈星) 신의수(神醫手) (안도전安道全) 운남도어사(雲南道御史) 호량기(胡良機)
- 지마성(地魔星) 운리금강(雲裏金剛) (송만宋萬) 사천도어사(四川道御史) 송사양(宋師襄)
- 지리성(地理星) 구미귀(九尾龜) (도종왕陶宗旺) 하남도어사(河南道御史) 웅칙정(熊則禎)

진수남경정장 1원(鎭守南京正將一員)
- 지연성(地然星) 혼세마왕(混世魔王) (번서樊瑞) 조강우첨도어사(操江右僉都御史) 웅명우(熊明遇)

분수남경신지두령 6원(分守南京汛地頭領六員)
- 천평성(天平星) 선화아(船火兒) (장횡張橫) 남경광동도어사(南京廣東道御史) 왕윤성(王允成)
- 천손성(天損星) 낭리백도(浪裡白跳) (장순張順) 남경이부낭중(南京吏部郞中) 왕상춘(王象春)
- 지영성(地英星) 천목장(天目將) (팽기彭玘) 남경강서도어사(南京江西道御史) 진필겸(陳必謙)
- 지진성(地進星) 출동교(出洞蛟) (동위童威) 남경산서도어사(南京山西道御史) 황공보(黃公輔)
- 지퇴성(地退星) 번강신(翻江蜃) (동맹童猛) 남경사천도어사(南京四川道御史) 만언양(萬言揚)
- 지렬성(地劣星) 활섬파(活閃婆) (왕정륙王定六) 남경공과급사중(南京工科給事中) 서헌경(徐憲卿)

## 같이 보기
- 동림당
- 수호전 108성
- 엄당
- 제초절당